# Atarba issikiana
Atarba issikiana är en tvåvingeart som beskrevs av Alexander 1930. Atarba issikiana ingår i släktet Atarba och familjen småharkrankar.
Artens utbredningsområde är Taiwan. Inga underarter finns listade i Catalogue of Life.